# Please Please Me (album)

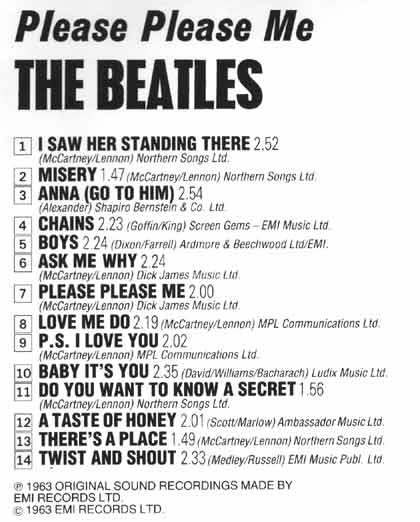
Please Please Me

Please Please Me is het debuutalbum van de Britse popgroep The Beatles. Platenmaatschappij Parlophone bracht het album op 22 maart 1963 versneld uit in het Verenigd Koninkrijk om te kunnen profiteren van het succes van de singles Please Please Me en Love Me Do.
Van de veertien nummers waren er acht door Lennon-McCartney zelf geschreven, een eerste aanwijzing voor wat het Amerikaanse muziektijdschrift Rolling Stone later zou noemen "[hun uitvinding van] het idee van de onafhankelijke rockband die zijn eigen hits schrijft en zijn eigen instrumenten bespeelt."

## Studio en opnamen
Om het album 14 nummers te laten hebben (Britse 12-inchplaten hadden in die tijd gewoonlijk zeven nummers op elke kant), moesten er nog tien nummers toegevoegd worden aan de vier kanten van hun eerste twee singles die daarvoor waren opgenomen en uitgebracht. Daarom begonnen The Beatles op 11 februari 1963 om 10.00 uur met George Martin aan de opname van wat feitelijk hun liveoptreden van 1963 was en die 585 minuten (9 uur en 45 minuten) zou gaan duren. Die dag produceerden zij in drie opnamesessies van elk ongeveer 3 uur een authentieke weergave van de sound die zij eerder in The Cavern Club in Liverpool ten gehore hadden gebracht; er hoefde nauwelijks iets bijgemixt of nabewerkt te worden. Martin had aanvankelijk slechts twee sessies geboekt, de avondsessie werd pas later toegevoegd. Hij had overwogen het album in The Cavern Club met publiek op te nemen, reden waarom hij op 9 december 1962 een bezoek aan de club had gebracht om de technische mogelijkheden te bekijken. Vanwege de tijdsdruk besloot hij echter de opnamen in de EMI Studios te laten plaatsvinden. Martin zei hierover: "De opname was even recht door zee als hun optredens op toneel - min of meer een uitzending."
De dag eindigde met een eigen versie van Twist and Shout, dat als laatste moest worden opgenomen omdat John Lennon een zware verkoudheid had opgelopen. Martin vreesde dat door de enorme inspanning voor het nummer Lennons stem er de rest van de dag onder te lijden zou hebben. Dit nummer, dat in het algemeen als een klassieker gezien wordt, bracht Martin ertoe op te merken: "Ik weet niet hoe ze het doen. We zijn al de hele dag aan het opnemen, maar hoe langer we doorgaan hoe beter ze worden."
Ook het nummer Hold Me Tight werd opgenomen tijdens deze opnamesessies, maar het was overbodig omdat er al veertien nummers waren om het album te vullen. Het nummer werd op 12 september 1963 opnieuw opgenomen en verscheen op het album With the Beatles.
De hele opnamesessie van die dag kostte ongeveer £400. "Parlophone had niet veel geld. Ik werkte met een jaarbudget van £55.000", aldus George Martin. Van dit budget moesten alle artiesten worden betaald die bij Parlophone waren ondergebracht.
Op basis van een overeenkomst met de muzikantenbond, de Musicians' Union, kreeg elke Beatle een vergoeding van 7 pond en 10 shilling per opnamesessie van 3 uur.
Martin had aanvankelijk in gedachte het album Off the Beatle Track te noemen voordat het als Please Please Me op Parlophone PCS 3042 verscheen.
Please Please Me werd opgenomen op een tweesporen-BTR (British Tape Recorder), met de instrumenten voor het grootste deel op het ene spoor en de stemmen op het andere om uiteindelijk bij het mengen van het geluid in mono op een kwart-inchgeluidsband een betere balans tussen de twee te kunnen bereiken. Gelijktijdig met de monoversie werd het geluid ook gemengd in stereo, met één spoor op het rechterkanaal en één spoor op het linker, en bovendien werd extra galm toegevoegd om de twee sporen beter te doen samenvloeien, zoals in die tijd gebruikelijk was.

## Nummers
- Alle nummers zijn geschreven door Paul McCartney en John Lennon, tenzij anders aangegeven.

| Nr. | Titel                               | Gezongen door       | Duur |
| --- | ----------------------------------- | ------------------- | ---- |
| 1.  | I Saw Her Standing There            | Paul McCartney      | 2:54 |
| 2.  | Misery                              | Lennon en McCartney | 1:49 |
| 3.  | Anna (Go to Him) (Arthur Alexander) | John Lennon         | 2:57 |
| 4.  | Chains (Gerry Goffin, Carole King)  | George Harrison     | 2:26 |
| 5.  | Boys (Luther Dixon, Wes Farrell)    | Ringo Starr         | 2:27 |
| 6.  | Ask Me Why                          | Lennon              | 2:26 |
| 7.  | Please Please Me                    | Lennon en McCartney | 2:03 |

| Nr. | Titel                                                       | Gezongen door       | Duur |
| --- | ----------------------------------------------------------- | ------------------- | ---- |
| 1.  | Love Me Do                                                  | McCartney en Lennon | 2:23 |
| 2.  | P.S. I Love You                                             | McCartney           | 2:04 |
| 3.  | Baby It's You (Mack David, Barney Williams, Burt Bacharach) | Lennon              | 2:40 |
| 4.  | Do You Want to Know a Secret                                | Harrison            | 1:59 |
| 5.  | A Taste of Honey (Bobby Scott, Ric Marlow)                  | McCartney           | 2:03 |
| 6.  | There's a Place                                             | Lennon en McCartney | 1:51 |
| 7.  | Twist and Shout (Phil Medley, Bert Russell)                 | Lennon              | 2:37 |

## Hitlijsten
Singles
| Jaar | Nummer                       | Hitlijst              | Notering |
| ---- | ---------------------------- | --------------------- | -------- |
| 1964 | Do You Want to Know a Secret | Pop Singles           | 2        |
| 1964 | I Saw Her Standing There     | Pop Singles           | 14       |
| 1964 | Love Me Do                   | Pop Singles           | 1        |
| 1964 | P.S. I Love You              | Pop Singles           | 10       |
| 1964 | Please Please Me             | Pop Singles           | 3        |
| 1964 | There's a Place              | Pop Singles           | 74       |
| 1964 | Twist and Shout              | Pop Singles           | 2        |
| 1986 | Twist and Shout              | The Billboard Hot 100 | 23       |

Album
| Hitlijst        | Notering |
| --------------- | -------- |
| Disc Weekly     | 1        |
| Melody Maker    | 1        |
| NME             | 1        |
| Record Retailer | 1        |

## Hitnotering
De single Twist and shout in de coverversie van Salt-n-Pepa bereikte in november 1988 de top 5 in de Top 40.
| Please Please Me in de Nederlandse Album Top 100 - binnen: 19-09-2009 | Please Please Me in de Nederlandse Album Top 100 - binnen: 19-09-2009 | Please Please Me in de Nederlandse Album Top 100 - binnen: 19-09-2009 |
| Week                                                                  | 01                                                                    |                                                                       |
| --------------------------------------------------------------------- | --------------------------------------------------------------------- | --------------------------------------------------------------------- |
| Nummer                                                                | 89                                                                    | uit                                                                   |